# P.p.t.
Skrót p.p.t. – pod poziomem terenu używany jest przy określaniu głębokości danego obiektu (punktu) pod powierzchnią Ziemi, przy czym punktem odniesienia jest jego rzut (w kierunku siły grawitacji) na powierzchnię terenu.
Określenia p.p.t. (np. m p.p.t.) używa się szczególnie w geologii inżynierskiej i geotechnice do określania położenia warstw geologicznych i geotechnicznych, poziomu zwierciadła wód podziemnych, bądź też wgłębnych elementów architektury obiektu budowlanego.

## Pojęcia pokrewne
- p.p.p. (ppp) – poniżej poziomu posadowienia, poniżej poziomu posadzki